# Juan María Calles Moreno
Juan María Calles Moreno (Càceres, 1963) és un escriptor i polític valencià d'origen extremeny. Anteriorment fou militant del Partit Socialista del País Valencià (PSPV).
Calles viu a Castelló de la Plana (Plana Alta) des dels 13 anys. Doctor en Filologia Hispànica per la Universitat de València, ha treballat com a professor d'institut i de la Universitat de València. Destaquen les seues investigacions en el camp de la teoria literària i de la literatura espanyola contemporània, especialment la poesia espanyola en l'exili. També ha escrit diversos assajos i llibres de poesia, forma part de les associacions Bibliogràfica Jerónima Galès i de l'Associació de la Crítica Valenciana.
Juan María Calles també ha exercit com coordinador d'activitats de la Biblioteca Valenciana i com a comissari de diverses exposicions, destacant “Max Aub en el Laberinto del siglo XX” celebrada per tal de commemorar el centenari de dit autor.
El 2004 fou nomenat Subdelegat del Govern a Castelló i a les eleccions municipals de 2007 fou el candidat socialista a l'alcaldia de la ciutat de Castelló de la Plana obtenint 29.170 vots, el 39,40%, i 12 regidors, quedant-se a dos de la majoria absoluta del PPCV d'Alberto Fabra. Per a les eleccions de 2011, el PSPV va obtenir uns resultats sensiblement inferiors a Castelló amb 19.816 vots, el 26,83% dels vàlids, i 9 regidors. El partit va demanar la seva marxa per fer donar-li el lideratge local a Amparo Marco Gual, a la qual cosa Calles es va negar. Però la seva comdemna a principis de 2014 per conduir triplicant la taxa d'alcohol màxima va iniciar una nova crisi en la qual Calles es negà a dimitir i acabà deixant el PSPV com a trànsfuga per a passar-se als regidors no adscrits.

## Obra literària
Poesia
- 1987 - El peregrino junto al mar (1980-1984)
- 1987 - Silencio Celeste
- 1992 - Extraño Narciso
- 1997 - Kairós
- 2002 - El ruedo invisible (Variaciones sobre un tema español)
- 2002 - Viaje de Familia
- 2005 - La tripulación del Estrella
- 2009 - Materia sensible
- 2012 - La música del aire[2]
- 2014 - Una figura de barro
- 2014 - Poética del viajero

Assaig
- 2003 - La modalización en el discurso poético
- 2003 - Esteticismo y compromiso: la poesía de Max Aub en el laberinto español de la edad de plata, (1923-1939)[2]
- 2003 - Max Aub en el laberinto del siglo XX[2]
- 2007 - Tomás Meabe, La palabra en la piedra[2]
- 2010 - La escritura en libertad[2]

Premis
- 1986 - Premi Adonáis (per Silencio Celeste)[2]
- 2012 - Premi de poesia Fundación Ecoem (per La música del aire)[2]
- 2014 - Premi Internacional de Poesia Miguel Hernández (per Una figura de barro)
- 2014 - Premi Hispanoamericà de poesia Juan Ramón Jiménez (per Poética del viajero )[6]